# Entre panas
Entre panas es el primer álbum del dúo venezolano de hermanos Servando & Florentino y también es el primer álbum de la serie de tres volúmenes Entre panas de los Primera. El disco cuenta con la participación de los artistas: IV Creciente, Guaco, Nelson Arrieta, Carángano.
El álbum cuenta con el exitoso sencillo compuesto por Ricardo Montaner "Una fan enamorada" y sus versiones acústica e instrumental; también cuenta con dos versiones de canciones en inglés traducidas al español como los son "Solo otra vez" y "Ven a mí", ambas cantadas por IV Creciente.

## Lista de canciones
Todas las canciones interpretadas por Servando & Florentino excepto donde se indique.
1. "Una fan enamorada" (Ricardo Montaner) — 4:56
2. "Ven a mí" (Barry Robin/Maurice Gibb—Lauri León) — IV Creciente — 3:53
3. "Como es tan bella" (Jorge Luis Chacín) — Guaco — 3:33
4. "Déjame soñar" (Ricardo Montaner) — Nelson Arrieta — 4:02
5. "Cuando sale la luna" (José Alfredo Jiménez) — Carángano — 4:38
6. "Solo otra vez" (Gilbert O’Sullivan—Rudy Márquez) — IV Creciente — 4:03
7. "Cuerpito de mujer" (Steve Roistein) — Nelson Arrieta — 4:29
8. "Jala – jala" (Roberto Roena) — Carángano — 3:40
9. "Cuando vuelvas" (Omar Hernández) — Nelson Arrieta — 4:06
10. "Una fan enamorada (Acústica)" (Ricardo Montaner) — 5:03
11. "Una fan enamorada (Instrumental)" (Ricardo Montaner) — 4:50